# Список соборов Польши

## Латинская церковь
| Собор | Изображение | Диоцез                              | Локализация          | Дата                | Стиль      | Комментарий                                                   |
| --- | ----------- | ----------------------------------- | -------------------- | ------------------- | ---------- | ------------------------------------------------------------- |
| Собор Вознесения Девы Марии pl:Zespół bazyliki archikatedralnej Wniebowzięcia NMP w Białymstoku                                                               |             | Белостокский                        | Белосток             | 1617—1626 1900—1905 |            | Архикафедра Белостокской митрополии, два рядом стоящих здания |
| Собор Святого Николая pl:Katedra św. Mikołaja w Bielsku-Białej                                                                                                |             | Бельско-Живецкий                    | Бельско-Бяла         | 1442—1447           | готика     |                                                               |
| Собор Святых Мартина и Николая pl:Katedra św. Marcina i Mikołaja w Bydgoszczy                                                                                 |             | Быдгощский                          | Быдгощ               | XIV—XV века         | готика     |                                                               |
| Собор Святого Иоанна (Варшава) |             | Варшавский                          | Варшава              | 1390                | готика     | Архикафедра Варшавской митрополии                             |
| Базилика Святых Михаила и Флориана |             | Варшавско-Пражский                  | Варшава              | 1887 — 1904         | неоготика  |                                                               |
| Собор Войска Польского |             | Полевой ординариат Войска польского | Варшава              | 1642                | барокко    |                                                               |
| Собор Богоматери Победительницы |             | Варшавский                          | Варшава              | 1929 — 1931         |            | конкафедра Варшавской митрополии                              |
| Собор Вознесения Девы Марии pl:Bazylika katedralna Wniebowzięcia Najświętszej Maryi Panny we Włocławku                                                        |             | Влоцлавекский                       | Влоцлавек            | XIV—XV века         | готика     |                                                               |
| Собор Иоанна Крестителя pl:Archikatedra św. Jana Chrzciciela we Wrocławiu                                                                                     |             | Вроцлавский                         | Вроцлав              | 1244-1272           | готика     | Архикафедра Вроцлавской митрополии                            |
| Собор Святой Троицы, Девы Марии и Святого Бернарда |             | Гданьский                           | Гданьск              | XIV век             | готика     |                                                               |
| Собор Вознесения Девы Марии |             | Гданьский                           | Гданьск              | XIII—XVI века       | готика     | конкафедра                                                    |
| Собор Святых Петра и Павла pl:Katedra Świętych Apostołów Piotra i Pawła w Gliwicach                                                                           |             | Гливицкий                           | Гливице              | 1886—1900           | неоготика  |                                                               |
| Собор Вознесения Пресвятой Девы Марии |             | Гнезненский                         | Гнезно               | 1342—1390           | готика     | Архикафедра Гнезненской митрополии                            |
| Собор Вознесения Пресвятой Девы Марии pl:Katedra Wniebowzięcia Najświętszej Maryi Panny w Gorzowie Wielkopolskim                                              |             | Зелёна-Гурско-Гожувский             | Гожув-Велькопольски  | XIII век            | готика     |                                                               |
| Собор Богородицы — Матери Церкви pl:Konkatedra Najświętszej Maryi Panny Matki Kościoła w Gołdapi                                                              |             | Элкский                             | Голдап               | 1560                |            | конкафедра Элкского диоцеза                                   |
| Собор Святой Троицы pl:Bazylika katedralna Trójcy Przenajświętszej w Drohiczynie                                                                              |             | Дрохичинский                        | Дрохичин             | 1696—1709           | барокко    |                                                               |
| Собор Святого Сердца Иисуса pl:Katedra Najświętszego Serca Pana Jezusa w Rzeszowie                                                                            |             | Жешувский                           | Жешув                | 1977—82             |            |                                                               |
| Собор Рождества Богородицы pl:Konkatedra Narodzenia Najświętszej Maryi Panny w Żywcu                                                                          |             | Бельско-Живецкий                    | Живец                | XV век              | готика     | конкафедра Бельско-Живецкого диоцеза                          |
| Собор Святого Николая pl:Katedra Zmartwychwstania Pańskiego i św. Tomasza Apostoła w Zamościu                                                                 |             | Замосць-Любачевский                 | Замостье             | 1587—1598           | ренессанс  |                                                               |
| Собор Святой Ядвиги pl:Konkatedra św. Jadwigi w Zielonej Górze                                                                                                |             | Зелёна-Гурско-Гожувский             | Зелёна-Гура          | 1294                |            | конкафедра                                                    |
| Собор Святого Николая pl:Katedra św. Mikołaja Biskupa w Kaliszu                                                                                               |             | Калишский                           | Калиш                | XIII век            | готика     |                                                               |
| Собор Иоанна Крестителя pl:Konkatedra św. Jana Chrzciciela w Kamieniu Pomorskim                                                                               |             | Щецин-Каменьский                    | Камень-Поморски      | XII-XV века         | готика     | конкафедра Щецинско-каменьского архидиоцеза                   |
| Собор Христа Короля pl:Archikatedra Chrystusa Króla w Katowicach                                                                                              |             | Катовицкий                          | Катовице             | 1927—1955           |            | Архикафедра Катовицкой митрополии                             |
| Собор Святого Иоанна Богослова pl:Konkatedra św. Jana Ewangelisty w Kwidzynie                                                                                 |             | Эльблонгский                        | Квидзын              | XIV век             | готика     | Конкафедра Эльблонгского диоцеза                              |
| Собор Вознесения Девы Марии pl:Bazylika katedralna Wniebowzięcia Najświętszej Maryi Panny w Kielcach                                                          |             | Келецкий                            | Кельце               | XII век             | готика     |                                                               |
| Собор Вознесения Девы Марии pl:Bazylika konkatedralna Wniebowzięcia Najświętszej Maryi Panny w Kołobrzegu                                                     |             | Кошалин-Колобжегский                | Колобжег             | XIII—XIV века       |            | конкафедра Кошалин-Колобжегского диоцеза                      |
| Собор Непорочного Зачатия Пресвятой Девы Марии pl:Katedra Niepokalanego Poczęcia Najświętszej Maryi Panny w Koszalinie                                        |             | Кошалин-Колобжегский                | Кошалин              | 1333 год            |            |                                                               |
| Собор Святых Станислава и Вацлава |             | Краковский                          | Краков               | 1320 — 1364         |            | Архикафедра Краковской митрополии                             |
| Собор Святых Петра и Павла pl:Katedra Świętych Apostołów Piotra i Pawła w Legnicy                                                                             |             | Легницкий                           | Легница              | 1333—1380           | готика     |                                                               |
| Собор Вознесения Девы Марии и Святого Николая pl:Bazylika katedralna Wniebowzięcia Najświętszej Maryi Panny i św. Mikołaja w Łowiczu                          |             | Ловичский                           | Лович                | XII—XV века         | готика     |                                                               |
| Собор Святого Станислава pl:Bazylika archikatedralna św. Stanisława Kostki w Łodzi                                                                            |             | Лодзинский                          | Лодзь                | 1901-1912           | неоготика  |                                                               |
| Собор Святого Михаила Архангела pl:Katedra św. Michała Archanioła w Łomży                                                                                     |             | Ломжинский                          | Ломжа                | 1504—1525           |            |                                                               |
| Собор Святого Иакова pl:Konkatedra bł. Jakuba Strzemię w Lubaczowie                                                                                           |             | Замосць-Любачевский                 | Любачев              | 1981—1987           |            | конкафедра Замосць-Любачевского диоцеза                       |
| Собор Святых Иоанна Крестителя и Иоанна Богослова |             | Люблинский                          | Люблин               | 1586—1625           | барокко    | Архикафедра Люблинской митрополии                             |
| Собор Святого Иакова |             | Вармийский                          | Ольштын              | конец XIV века      | готика     | конкафедра Вармийского архидиоцеза                            |
| Собор Воздвижения Креста pl:Bazylika katedralna Podwyższenia Krzyża Świętego w Opolu                                                                          |             | Опольский                           | Ополе                | конец XV века       | готика     |                                                               |
| Собор Святого Станислава Епископа pl:Konkatedra św. Stanisława Biskupa w Ostrowie Wielkopolskim                                                               |             | Калишский                           | Острув-Велькопольски | 1904—1906           | неоготика  | конкафедра Калишская епархия                                  |
| Собор Вознесения Девы Марии и Святого Андрея pl:Bazylika katedralna Wniebowzięcia Najświętszej Maryi Panny w Pelplinie                                        |             | Пельпинский                         | Пельплин             | 1380—1472           | готика     |                                                               |
| Собор Вознесения Девы Марии pl:Bazylika katedralna Wniebowzięcia Najświętszej Maryi Panny w Płocku                                                            |             | Плоцкий                             | Плоцк                | XII—XVI века        | готика     |                                                               |
| Кафедральный собор Святых Петра и Павла |             | Познанский                          | Познань              | XIV—XV века         | готика     | Архикафедра Позаньской митрополии                             |
| Собор Святого Войцеха pl:Konkatedra św. Wojciecha w Prabutach                                                                                                 |             | Эльблонгский                        | Прабуты              | XIV век             | готика     | конкафедра Эльблонгского диоцеза                              |
| Собор Вознесения Девы Марии и Святого Иоанна Крестителя pl:Bazylika archikatedralna Wniebowzięcia Najświętszej Maryi Panny i św. Jana Chrzciciela w Przemyślu |             | Пшемысльский                        | Пшемысль             | 1571                | барокко    | Архикафедра Пшемысльского митрополии                          |
| Собор Покрова Девы Марии pl:Bazylika katedralna Opieki Najświętszej Maryi Panny w Radomiu                                                                     |             | Радомский                           | Радом                | 1894—1911           | неоготика  |                                                               |
| Собор Рождества Богородицы pl:Bazylika katedralna Narodzenia Najświętszej Maryi Panny w Sandomierzu                                                           |             | Сандомирский                        | Сандомир             | 1360                | готика     |                                                               |
| Собор Святых Станислава и Вацлава pl:Katedra św. Stanisława i św. Wacława w Świdnicy                                                                          |             | Свидницкий                          | Свидница             | 1330—1390           | готика     |                                                               |
| Собор Непорочного Зачатия Пресвятой Девы Марии pl:Katedra Niepokalanego Poczęcia Najświętszej Maryi Panny w Siedlcach                                         |             | Седлецкий                           | Седльце              | 1906—1912           | неоготика  |                                                               |
| Собор Непорочного Сердца Девы Марии pl:Konkatedra Niepokalanego Serca Najświętszej Maryi Panny w Sokołowie Podlaskim                                          |             | Дрохичинский                        | Соколув-Подляски     | 1948—1951           |            | конкафедра Дрохичинского диоцеза                              |
| Собор Вознесения Девы Марии pl:Bazylika katedralna Wniebowzięcia Najświętszej Maryi Panny w Sosnowcu                                                          |             | Сосновецкий                         | Сосновец             | 1893—1899           | неоготика  |                                                               |
| Собор Богоматери — Королевы Польши pl:Bazylika konkatedralna Matki Bożej Królowej Polski w Stalowej Woli                                                      |             | Сандомирский                        | Сталёва-Воля         | 1956—1973           |            | конкафедра Сандомирского диоцеза                              |
| Собор Святого Александра pl:Konkatedra św. Aleksandra w Suwałkach                                                                                             |             | Элкский                             | Сувалки              | 1825                | классицизм | конкафедра Элкского диоцеза                                   |
| Собор Рождества Богородицы pl:Bazylika archikatedralna Wniebowzięcia Najświętszej Maryi Panny i św. Andrzeja we Fromborku                                     |             | Тарнувский                          | Тарнув               | XIV век             | готика     |                                                               |
| Собор Святого Иоанна Крестителя и Иоанна Богослова pl:Bazylika katedralna św. Jana Chrzciciela i św. Jana Ewangelisty w Toruniu                               |             | Торуньский                          | Торунь               | XIV—XV века         | готика     |                                                               |
| Собор Вознесения Девы Марии и Святого Андрея pl:Bazylika archikatedralna Wniebowzięcia Najświętszej Maryi Panny i św. Andrzeja we Fromborku                   |             | Вармийский                          | Фромборк             | XIV век             | готика     | Архикафедра Вармийской митрополии                             |
| Собор Святой Троицы pl:Bazylika konkatedralna Świętej Trójcy w Chełmży                                                                                        |             | Торуньский                          | Хелмжа               | XIII—XIV века       | готика     | конкафедра Торуньского диоцеза                                |
| Собор Святого Семейства |             | Ченстоховский                       | Ченстохова           | 1901—1927           | неоготика  | Архикафедра Ченстоховской митрополии                          |
| Собор Святого Иакова pl:Bazylika archikatedralna św. Jakuba w Szczecinie                                                                                      |             | Щецин-Каменьский                    | Щецин                | XIII век            | готика     | Архикафедра Щецин-Каменьской митрополии                       |
| Собор Святого Войцеха |             | Элкский                             | Элк                  | 1893—1903           |            |                                                               |
| Собор Святого Николая |             | Эльблонгский                        | Эльблонг             | XIII век            | готика     |                                                               |

## Польская православная церковь
| Собор                                                                                                   | Изображение | Епархия                           | Локализация     | Дата          | Стиль               | Комментарий                                        |
| --- | ----------- | --------------------------------- | --------------- | ------------- | ------------------- | -------------------------------------------------- |
| Собор Святого Николая                                                                                   |             | Белостокская и Гданьская епархия  | Белосток        | 1843 — 1846   | классицизм          |                                                    |
| Собор Рождества Пресвятой Богородицы pl:Cerkiew Narodzenia Najświętszej Maryi Panny w Bielsku Podlaskim |             | Варшавская и Бельская епархия     | Бельск-Подляски | XVI век       |                     | второй кафедральный собор                          |
| Собор Святой Равноапостольной Марии Магдалины                                                           |             | Варшавская и Бельская епархия     | Варшава         | 1867 — 1869   | византийско-русский |                                                    |
| Собор Рождества Пресвятой Богородицы                                                                    |             | Вроцлавская и Щецинская епархия   | Вроцлав         | XV — XVI века | готика              | бывшая лютеранская кирха                           |
| Собор Святого Николая pl:Cerkiew św. Mikołaja w Gdańsku                                                 |             | Белостокская и Гданьская епархия  | Гданьск         | XIX век       |                     | бывшая лютеранская кирха второй кафедральный собор |
| Троицкий собор pl:Cerkiew św. Trójcy w Gorlicach                                                        |             | Перемышльская и Горлицкая епархия | Горлице         | 1986 — 1991   |                     | второй кафедральный собор                          |
| Собор Святого Александра Невского                                                                       |             | Лодзинская и Познанская епархия   | Лодзь           | 1864          |                     |                                                    |
| Преображенский собор                                                                                    |             | Люблинская и Холмская епархия     | Люблин          | 1607 — 1633   |                     | бывший римско-католический костёл                  |
| Собор Святого Николая pl:Cerkiew św. Mikołaja w Poznaniu                                                |             | Лодзинская и Познанская епархия   | Познань         | 1924          |                     | второй кафедральный собор                          |
| Троицкий собор pl:Sobór Świętej Trójcy w Sanoku                                                         |             | Перемышльская и Горлицкая епархия | Санок           | 1784          |                     | бывшая грекокатолическая церковь                   |
| Собор Святого Иоанна Крестителя pl:Cerkiew św. Jana Teologa w Chełmie                                   |             | Люблинская и Холмская епархия     | Хелм            | 1848 — 1852   |                     | второй кафедральный собор                          |
| Собор Святого Николая pl:Cerkiew św. Mikołaja w Szczecinie                                              |             | Вроцлавская и Щецинская епархия   | Щецин           | 1866 — 1871   | неоготика           | бывшая лютеранская кирха второй кафедральный собор |

## Украинская грекокатолическая церковь
| Собор | Изображение | Диоцез                                  | Локализация | Дата      | Стиль   | Комментарий                                                      |
| --- | ----------- | --------------------------------------- | ----------- | --------- | ------- | ---------------------------------------------------------------- |
| Собор Святых Винсента и Иакова pl:Sobór św. Wincentego i św. Jakuba we Wrocławiu                                                                  |             | Вроцлавско-гданськая епархия УКПЦ       | Вроцлав     | XV век    | готика  | ранее римско-католический костёл                                 |
| Собор Святого Варфоломея и Покрова Пресвятой Богородицы pl:Konkatedra greckokatolicka św. Bartłomieja i Opieki Najświętszej Bogurodzicy w Gdańsku |             | Вроцлавско-гданськая епархия УКПЦ       | Гданьск     | XV век    | готика  | ранее лютеранская кирха, конкафедра Вроцлавско-гданьской епархии |
| Собор Святого Иоанна Крестителя pl:Sobór św. Jana Chrzciciela w Przemyślu                                                                         |             | Пшемысльско-варшавская архиепархия УКПЦ | Пшемысль    | 1626-1632 | барокко | ранее римско-католический костёл                                 |

## Старокатолические Церкви
| Собор | Изображение | Диоцез                                 | Локализация | Дата        | Стиль               | Комментарий                |
| --- | ----------- | -------------------------------------- | ----------- | ----------- | ------------------- | -------------------------- |
| Собор Святого Духа                                                                                           |             | Польско-католическая церковь           | Варшава     | 1867        | византийско-русский | ранее православная церковь |
| Собор Святой Марии Магдалины                                                                                 |             | Польско-католическая церковь           | Вроцлав     | до XV века  | кирпичная готика    |                            |
| Собор Рождества Пресвятой Девы Марии pl:Parafia Narodzenia Najświętszej Maryi Panny w Kotłowie               |             | Польско-католическая церковь           | Котлов      | 1974        |                     |                            |
| Собор Воздвижения Святого Креста                                                                             |             | Старокатолическая церковь Польши       | Лодзь       |             |                     |                            |
| Храм Милосердия и Любви                                                                                      |             | Старокатолическая мариавитская церковь | Плоцк       | 1911 — 1914 |                     |                            |
| Собор Неустанной Помощи Богородицы pl:Parafia prokatedralna Matki Bożej Nieustającej Pomocy w Strzyżowicach  | h           | Польская католическая церковь          | Стжижовице  |             |                     |                            |
| Собор Богоматери-Царицы Апостолов pl:Katedra Matki Bożej Królowej Apostołów w Częstochowie (polskokatolicka) |             | Польская католическая церковь          | Ченстохова  | 1979—1985   |                     |                            |

## Евангелическая церковь Аугсбургского исповедания Польши(лютеранская)
| Собор                                                                    | Изображение | Диоцез             | Локализация  | Дата        | Стиль | Комментарий                                         |
| ------------------------------------------------------------------------ | ----------- | ------------------ | ------------ | ----------- | ----- | --------------------------------------------------- |
| Собор Спасителя pl:Kościół Zbawiciela w Bielsku-Białej                   |             | Цешинский диоцез   | Бельско-Бяла | 1782 — 1790 |       |                                                     |
| Собор Божественного Провидения pl:Kościół Opatrzności Bożej we Wrocławiu |             | Вроцлавский диоцез | Вроцлав      | 1750        |       | до 1945 года лютеранским собором было другое здание |
|                                                                          |             |                    |              |             |       |                                                     |